# 马库斯·桑德贝里
马库斯·桑德贝里（瑞典語：Marcus Sandberg，1990年11月7日—），瑞典男子足球運動員，在場上的位置是守門員。他現在效力於瑞典足球超級聯賽球隊哥登堡足球俱樂部。他也代表瑞典國家足球隊參賽。